# チビチリガマ
チビチリガマは、沖縄県中頭郡読谷村波平にある鍾乳洞（ガマ）。1945年（昭和20年）、沖縄戦における集団自決（集団死）が行われた場所である。
語源は、沖縄語のチビ＝尻、チリ＝切り、とされている。

## 米軍上陸
1945年4月1日、読谷村にアメリカ軍が上陸し、読谷村を爆撃、破壊した。村民は、1944年（昭和19年）10月10日の空襲（十・十空襲）以来、爆撃を受けるたびにガマへ逃げ込んでいた。上陸前の連日の爆撃は、朝8時頃から始まり夕方5時頃には収まっていたが、上陸を間近に控えた3月23日から上陸前日の3月31日までの爆撃は昼夜通しで行われた。チビチリガマは、読谷村の浜から600メートル内陸に入った場所にあり、4月1日午前9時半（遅くても10時頃）には、アメリカ軍がチビチリガマへ到着して通過した後、シムクガマに到達した。

## 集団自決・集団死

### チビチリガマ
4月1日、アメリカ兵がチビチリガマへ最初に来た際、ガマの入り口まで降りて「デテコイ」と呼びかけて去っていった。「鬼畜米英」と教えられていたアメリカ兵が突然目の前に現れたことで、村民は恐怖のあまりパニック状態に陥るが、その時18歳の女性が「アメリカを恐れることはない。竹槍で戦いなさい」と言ったことで落ち着きを取り戻した。チビチリガマやシムクガマに避難した住民は全員竹槍を持ち込んでいたが、アメリカ軍が浜から上陸したことを知らない住民たちは、敵は落下傘で降りて来ただろうから人数も少ないから竹槍で十分戦えると考え、竹槍を手に取り入り口に向かった。村民の一部は、「殺せ」「やっつけろ」「天皇陛下万歳」と口々に叫び、ガマから飛び出して突撃し、2メートルほどの竹槍を、7メートル以上上のガマの崖上に並んでいたアメリカ兵に向かって突き出した。崖の上から機関銃や手榴弾の攻撃が降り注ぎ、先頭にいた2人の男が銃撃を受けた。アメリカ兵は救出をあきらめて立ち去り、「安心して出てきなさい」といった内容のビラと一緒にチョコレートや缶詰、タバコを置いていったが誰もビラを信じず、食べ物を口にする者は一人もいなかった。元日本兵を名乗る男が、ガマ内の前と奥をつなぐ場所に持ち込んでいた布団を積み上げて火をかけ、煙により死のうとしたとき、幼い子のいる4人の女性が炎に飛びかかり山を崩し火を消した。
4月2日時点のガマは、過密状態で風が通らず、酸欠状態になっていた。午前8時頃に再び米兵が来て、身に武器一つ帯びずに米兵がガマに入って来て、ガマから出るよう呼びかけるが、元日本兵の「出て行けば殺される」という言葉を信じ、ガマを出る者はいなかった。そのような中にも、娘から「殺して」と頼まれた一人の母親が、娘の首を包丁で刺した後、続いて息子を包丁で刺す等、自決する者が続出していた。たまたま帰郷していた従軍看護婦の女性は持っていた毒薬を親類･知人らに注射、射たれた者は死んでいった。元日本兵が再び火を付けると、炎と煙がガマ内に充満した。煙で苦しむよりはアメリカ兵に撃たれて楽に死のうと考えた者はガマの外に出たことで助かった。彼らは都屋の収容所に移送された。この経緯は、1983年ころ作家の下嶋哲朗の調査で初めて世間一般に明らかになった。
チビチリガマへは世帯数31、総人口194名のうち139名が入ったが、自決者数は82名（85人とする場合あり）、死亡率は60%に上り、その過半数が子どもであった。

## 現在
チビチリガマへの入壕は、犠牲者の墓でもあることから、遺族会の意志により禁止されている。
1987年には遺族らにより入り口に「世代を結ぶ平和の像」が建立されたが、右翼団体員により同年11月に破壊され、1995年に再建された。
2017年9月には、ガマの入り口の看板が引き抜かれ、「世代を結ぶ平和の像」の石垣が破壊され、内部の瓶やつぼ等が割られて散乱し、平和学習で訪れた中高校生による千羽鶴が引きちぎられて放り出され、遺骨が集められている部分も荒らされるなどの事件が起きた。遺族会会長は「骨にも手を掛けられていて、ひどすぎる」と憤り、石嶺伝実読谷村長は「常識では考えられない行動」と述べた。沖縄県警察嘉手納警察署は、本島中部の16歳、18歳、19歳の無職少年と17歳の型枠解体工の少年を器物損壊容疑で逮捕した。動機は肝試しだと話している。4人は保護観察処分を受け、遺族への謝罪、ガマの修復や清掃、ガマでの集団自決に関するレポートの作成などを行った。